# Herb Kamieńca Ząbkowickiego

Nieoficjalny herb gminy Kamieniec Ząbkowicki w latach 1981-2013

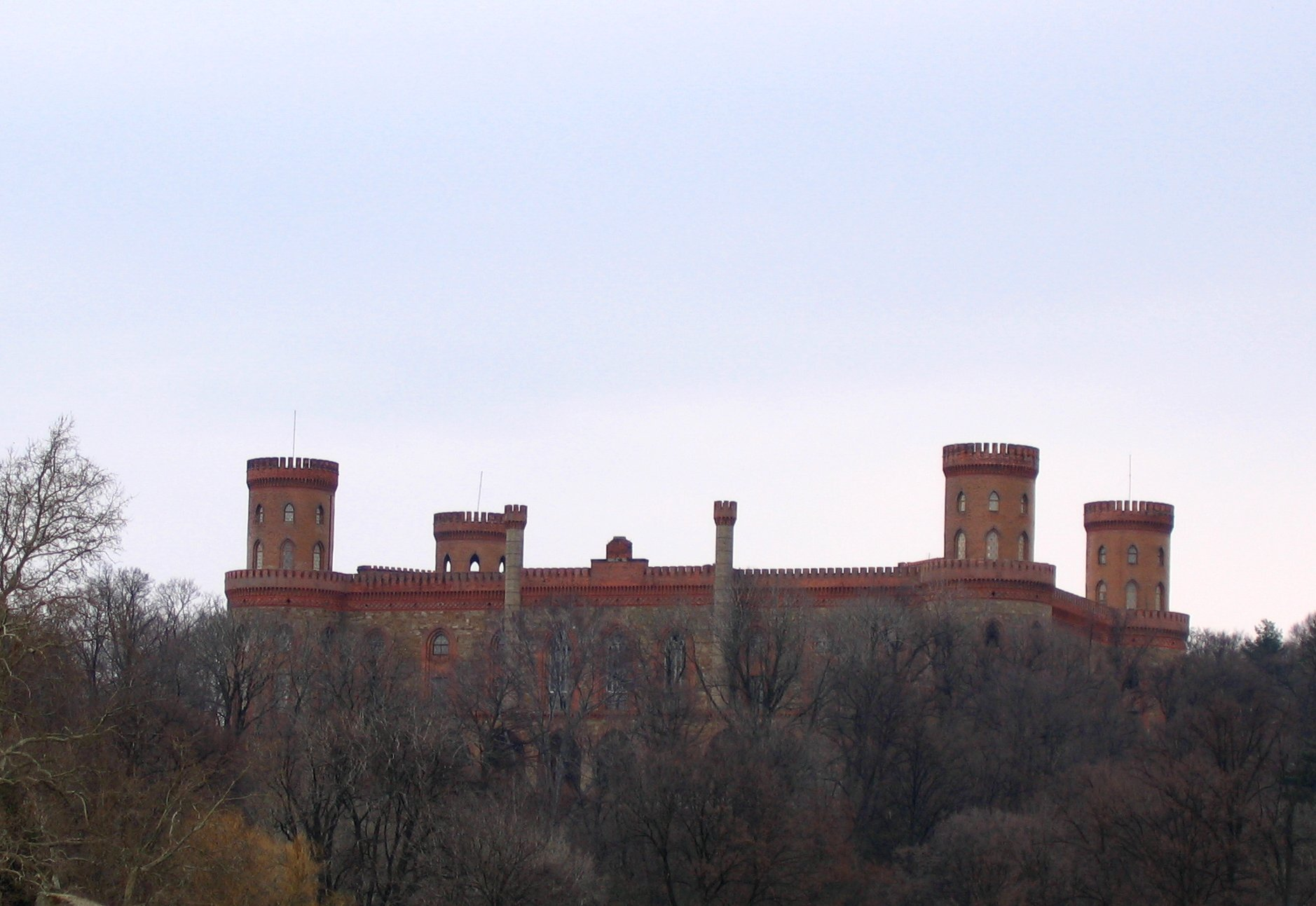
Pałac w Kamieńcu Ząbkowickim

Herb Kamieńca Ząbkowickiego – jeden z symboli miasta i gminy Kamieniec Ząbkowicki, autorstwa Kamila Wójcikowskiego i Roberta Fidury, ustanowiony 25 kwietnia 2013.

## Wygląd i symbolika
Herb przedstawia na tarczy w polu błękitnym dwa lwy wspięte, zwrócone do siebie, złote z językami i pazurami czerwonymi; prawy za kratą srebrną, lewy ukoronowany w polu usianym biletami złotymi.
Herb przypomina dwóch najważniejszych historycznych właścicieli Kamieńca i wielu wsi w gminie Kamieniec Ząbkowicki. Prawa strona herbu wzięta została z herbu, jakim posługiwali się Cystersi z Kamieńca Ząbkowickiego, którzy byli ważnymi posiadaczami w okolicy w latach 1249-1810. Cystersi byli także założycielami wielu wsi na terenie gminy. Cystersi kamienieccy posługiwali się złożonym herbem - czteropolowym z tarczą sercową, gdzie obok tradycyjnego cysterskiego godła - belki św. Bernarda, znajdowały się pola z lwem umieszczonym za kratą. Ukoronowany lew w polu usianym biletami to główne godło herbu dynastii Orańskiej, z której Marianna Orańska była najważniejszym właścicielem Kamieńca po kasacie zakonu przez władze pruskie (dobra otrzymane w posagu, od 1830). Marianna była dobrodziejką miejscowej ludności i jest pamiętana do dzisiaj, pomimo zmiany ludności niemieckiej na polską. Wspólnie z małżonkiem, księciem Albrechtem Hohenzollern, Marianna wybudowała monumentalny pałac-zamczysko, będący do dzisiaj atrakcją turystyczną gminy.

## Historia
Pierwszy herb używany przez gminę powstał w 1981 roku. Przedstawiał na tarczy dzielonej w słup w polu prawym, czerwonym, orła srebrnego z przepaską, w polu lewym, niebieskim, pół wieży czerwonej. Jego autorem jest Stefan Gnaczy. Prawnie herb był tak naprawdę logo Towarzystwa Miłośników Ziemi Kamienieckiej – powstał na potrzeby tego stowarzyszenia. Rada gminy nigdy nie podjęła uchwały o przyjęciu logo TMZKam jako herbu Kamieńca zatem nie powinna była się nim posługiwać. Dodatkowo, herb ten był obarczony licznymi błędami, w tym pomieszaniem polskiego i śląskiego orła, umieszczeniem czerwonej wieży w polu błękitnym (złamanie zasady alternacji).